# Manuel Amat Rosés
Manuel Amat Rosés (Vilanova i la Geltrú, 9 d'agost de 1909 - Barcelona, 24 de desembre de 1985) fou un escriptor i humorista.
Fill d'Eudald Amat Fort, sastre, i d'Assumpció Rosés Martí. Quant tenia 14 anys va enviar a la revista humorística esportiva Xut!, que dirigia Valentí Castanys, un article titulat “Escola de reflis”, que li fou publicat. Després d'aquest fet, es presentà i ja quedà incorporat a la redacció del setmanari, que va fer història a la premsa esportiva catalana. Usà el pseudònim “El sereno de l'altre barri” i altres fins al final de la publicació el 1936. En tornar a sortir després de la Guerra Civil espanyola, per bé que en castellà i amb el nom de El Once, hi col·laborà fins a la desaparició el 1965.
Abans de la guerra havia escrit a Mirador i a El Be Negre (1931-1936). Després ho va fer a Vida Deportiva i sobretot a Destino, des de 1939. Més tard va tenir al seu càrrec la secció setmanal “Domingo festivo” de La Vanguardia. Amb el patrocini de la revista Destino, des de 1950 començà a organitzar excursions dominicals en autocar des de Barcelona, de caràcter cultural, per donar a conèixer diversos indrets i monuments interessants i curiosos de Catalunya i poc més tard, viatges a diversos països estrangers, als quals ell acompanyava com a cap de l'expedició, ocupant-se de múltiples detalls per fer-la agradable als assistents. En el curs d'aquests viatges ―programats alguns anys abans que s'imposés el turisme organitzat a gran escala― anava fent apunts ràpids sobre els paisatges i els monuments que visitava.
A Vilanova, l'agost de 1929 començà a col·laborar a La Defensa, amb alguns articles sobre “Estampes vilanovines”. Des del 1930 formà part de la redacció de la revista Prisma. El 1933, sota el peu editorial d'aquesta revista, i juntament amb Francesc Serra Novas, publicà el llibre Sota el cel de Vilanova, recull de capítols breus, escrits amb ironia sobre la vida local del moment.
És també autor dels llibres infantils De quan escrivien les bèsties (amb il·lustracions d'Artur Moreno. Generalitat de Catalunya. 1937), Guerra en la selva (amb il·lustracions de Valentí Castanys. 1943), i alguns altres de caràcter humorístic. L'abril de 1944 va donar mostra d'una altra activitat en presentar una exposició de pintures a l'oli en miniatura a la sala de Ràdio Vilanova. A la primera exposició en seguiren altres a Madrid, Barcelona, València, Lleida, Tarragona, Girona i altres ciutats. Després de quasi vint anys d'interrupció, el 1973 tornà a presentar una nova exposició a Vilanova, que inicià la manifestació regular d'exposicions aquí i en altres ciutats, en les quals, a més de les miniatures a l'oli, donà a conèixer els dibuixos realitzats en el curs dels viatges i també dibuixos d'humor. Han escrit textos sobre la trajectòria humana i en la pintura de Manuel Amat autors coneguts, com ara Josep M. Junoy, Francisco Cossío, César González-Ruano, Francisco Umbral, Baltasar Porcel i altres.
Al llarg de la vida publicà articles i donà conferències sobre diversos aspectes de l'humor. Personalitat polifacètica, sempre es manifestà com un vilanoví de cor, fortament arrelat a la seva terra.
Fou un gran miniaturista de paisatges, reconegut per la seva pintura a l'oli de barcas i paisatges de Vilanova i Sitges. Els seus quadres foren elogiats per Gonzalez-Ruano, Porcel o Francisco Umbral, Aquest últim digué "Tanta luz en tan poco espacio hace de ello joyas reverberantes, Amat no pinta el paisaje, sino la imagen del paisaje que se nos aloja en la célula cerebral"

## Obra[1]
- Sota el cel de Vilanova (1933)
- De quan escrivien les bèsties (1937)
- Guerra en la selva (1943)